# New Square
New Square es una villa ubicada en el condado de Rockland en el estado estadounidense de Nueva York. En el año 2000 tenía una población de 7,830 habitantes y una densidad poblacional de 4,959.3 personas por km². New Square se encuentra ubicada dentro del pueblo de Ramapo.

## Geografía
New Square se encuentra ubicada en las coordenadas 41°8′23″N 74°1′42″O / 41.13972, -74.02833. Según la Oficina del Censo, la ciudad tiene un área total de 0,9 km² (0,3 mi²), de la cual 0,9 km² (0,3 mi²) es tierra y 0 km² (0 mi²) (0%) es agua.

## Demografía
Según la Oficina del Censo en 2000 los ingresos medios por hogar en la localidad eran de $12,162, y los ingresos medios por familia eran $12,208. Los hombres tenían unos ingresos medios de $21,696 frente a los $29,375 para las mujeres. La renta per cápita para la localidad era de $5,237. Alrededor del 72.5% de la población estaban por debajo del umbral de pobreza.